# ノンコン県
ノンコン県（ノンコンけん、ベトナム語：Huyện Nông Cống / 縣農貢? ）は、ベトナム社会主義共和国タインホア省の県。面積は292.5 km²、人口は271,250人（2018年）である。

## 行政区画
1市鎮28社を管轄する。